# Pawoł Nowotny
Pawoł Nowotny (deutsch Paul Nowotny; * 6. Januar 1912 in der Seidau bei Bautzen; † 2. Dezember 2010 in Bautzen) war ein sorbischer Lehrer, Literaturhistoriker und Volkskundler.

## Leben
Nowotny wurde 1912 in der Seidau, die damals noch eine eigenständige und mehrheitlich sorbische Gemeinde vor den Toren von Bautzen war, als Sohn einer sorbischen Arbeiterfamilie geboren. Schon als Schüler schrieb er nach dem frühen Tod des Vaters im Jahre 1929 gelegentlich kleine Artikel für die Tageszeitung Serbske Nowiny, um das Familiengeld aufzubessern. 1931 begann er ein Lehramtsstudium an der Pädagogischen Hochschule in Dresden. Zu seinen Dozenten und Mentoren zählten u. a. der Volkskundler Adolf Spamer und der sorbische Komponist Bjarnat Krawc. Nach der Machtübernahme der Nationalsozialisten 1933 wurde er u. a. aufgrund seiner freundschaftlichen Kontakte nach Polen im Rahmen des Verbandes sorbischer Studierender der Hochschule verwiesen und erhielt ein Studienverbot, weshalb er mit Unterstützung durch Jan Skala nach Polen emigrierte und sein Studium in Posen fortsetzte. Dort erlangte er im Jahr 1937 das Magisterdiplom und war anschließend bis 1939 am polnischen Gymnasium in Danzig als Deutschlehrer tätig. Nach dem Ausbruch des Zweiten Weltkrieges wurde Nowotny verhaftet und saß fast zwei Jahre in Haft, bevor er 1941 entlassen und Ende des Jahres als Soldat in den Krieg geschickt wurde. Nach Kriegsende verbrachte er die Zeit bis 1947 in französischer Kriegsgefangenschaft und kehrte dann nach Bautzen zurück.
Dort trat er in die SED ein und begann, sich im neu erstandenen sorbischen gesellschaftlichen Leben zu engagieren. Von 1948 bis 1982 war Nowotny Mitglied des Bundesvorstandes der Domowina; 1949 bis 1951 zudem Vorsitzender (župan) des Bautzener Kreisverbandes Jan Arnošt Smoler und zwischen 1948 und 1951 als Nachfolger von Pawoł Nedo Schulrat des Kreises Bautzen-Nord. Da für den Ausbau des sorbischen Bildungswesens auch breitere wissenschaftliche Grundlagen vonnöten waren, wurde am 1. Mai 1951 das Institut für sorbische Volksforschung (Institut za serbski ludospyt) in Bautzen gegründet, als dessen erster Direktor Nowotny eingesetzt wurde.
Aufgrund seiner abweichenden politischen Positionen geriet Nowotny nach 1951 immer wieder mit der Führung der inzwischen fest ins sozialistische Machtgefüge integrierten Domowina unter Kurt Krjeńc in Konflikt. Auf dem II. Bundeskongress der Domowina im April 1952 schlug er unerwartet und ungewünscht den katholischen Pfarrer Jurij Handrik für das Amt des stellvertretenden Vorsitzenden der Organisation vor. Die Delegierten folgten seinem Vorschlag in der Abstimmung. Trotz seiner Funktion als Institutsleiter und seiner SED-Mitgliedschaft gehörte Nowotny – u. a. neben Jan Cyž und dem vormaligen Domowina-Vorsitzenden Pawoł Nedo – Mitte der 1950er Jahre zu jenen öffentlich diffamierten sorbischen Persönlichkeiten, denen im Rahmen des ausgerufenen Kampfes gegen den „sorbischen pessimistischen Nationalismus“ von Seiten der Domowina-Führung eine „kleinbürgerliche Gesinnung“ und ein Bündnis mit der „deutschen und tschechoslowakischen Bourgeoisie“ vorgeworfen wurde. Er behielt seine Funktion aber weiterhin, bis er 1976 in den Ruhestand ging. 1977 wurde er mit dem Vaterländischen Verdienstorden ausgezeichnet.
Pawoł Nowotny veröffentlichte mehr als 200 wissenschaftliche Publikationen. Er starb kurz vor seinem 99. Geburtstag im Dezember 2010 und wurde auf dem Bautzener Protschenbergfriedhof beigesetzt.

## Schriften
- Zur Geschichte der sorbischen Volksforschung. In: Beate Binder (Hrsg.): Ethnographische Momentaufnahmen, LIT-Verlag, Münster 2002, S. 49–57.